# Bob Roberts
Bob Roberts – amerykańsko-brytyjska tragikomedia z 1992 roku. Debiut reżyserski Tima Robbinsa.

## Główne role
- Tim Robbins – Bob Roberts
- Susan Sarandon – Tawna Titan
- Helen Hunt – Reporterka Rose Pondell
- Alan Rickman – Lukas Hart III
- Rebecca Jenkins – Delores Perrigrew
- Giancarlo Esposito – Bugs Raplin
- Brian Doyle-Murray – Terry Manchester
- Gore Vidal – Senator Brickley Paiste

## Nagrody i nominacje
Złote Globy 1992
- Najlepszy aktor w komedii lub musicalu – Tim Robbins (nominacja)